# Josiah Fox
Pour les articles homonymes, voir Fox.
Josiah Fox, né en 1763 à Falmouth et mort en 1847, est un architecte naval anglais connu pour son travail sur les premiers navires de l'United States Navy.